# David Augustin de Brueys
Pour les articles homonymes, voir Brueys.
David Augustin de Brueys, né à Aix-en-Provence le 18 septembre 1641 et mort à Montpellier le 27 novembre 1723, est un théologien et auteur dramatique français.
Élevé dans la religion protestante, il fut converti par Bossuet en 1681 et se fit ordonner prêtre. S’étant alors fixé à Paris, il prit goût au théâtre et composa, soit seul, soit avec son compatriote et ami Jean de Palaprat, plusieurs comédies qui eurent du succès. Il publia par ailleurs de nombreux ouvrages de théologie.

## Publications
- Réponse au livre de M. de Condom, intitulé « Exposition de la doctrine de l'Église catholique sur les matières de controverse » (1682)
- Examen des raisons qui ont donné lieu à la séparation des Protestans (1683)
- Défense du culte extérieur de l'Eglise catholique, avec la réfutation des deux réponses faites à l'examen des raisons qui ont donné lieu à la séparation des Protestants et aux nouveaux convertis (1685), seconde éd., 1686
- Réponse aux plaintes des Protestans contre les moyens que l'on employe en France pour les réunir à l'Église, où l'on réfute les calomnies qui sont contenuës dans le livre intitulé « La Politique du clergé de France », et dans les autres libelles de cette nature (1686)
- Traité de l'Eucharistie, en forme d'entretiens (1686)
- Traité de l'Église, en forme d'entretiens, ce qui sert de réfutation aux derniers livres de Messieurs Claude et Jurieu (1687)
- Action de grâces pour remercier Dieu des prospéritez de la France (1690)
- Traité de la sainte messe (1700)
- Traité de l'obéissance des chrétiens aux puissances temporelles (1709)
- Histoire du fanatisme de nostre temps, et le dessein que l'on avoit de soulever en France les mécontens des calvinistes (1709-1713)[2]
- Traité du légitime usage de la raison, principalement sur les objets de la foy (1727) Texte en ligne

Théâtre
- Le Muet, comédie en cinq actes et en prose, Paris, Théâtre-Français, 22 juin 1691
- L'Important de cour, comédie, avec Jean de Palaprat (1694)
- Le Grondeur, comédie en trois actes et en prose, Paris, Comédie-Française, 3 février 1691
- Les Empiriques, comédie en trois actes (1698)
- Gabinie, tragédie chrétienne (1699)
- La Fille de bon sens, comédie en trois actes, avec Jean de Palaprat, Paris, Hôtel de Bourgogne, 2 novembre 1692
- L'Avocat Patelin, comédie en trois actes, avec Jean de Palaprat, Paris, Comédiens français ordinaires du Roi, 4 juin 1706
- La Force du sang, ou le Sot toujours sot, comédie en trois actes, Paris, Théâtres Français et Italien, 21 avril 1721
- L'Opiniâtre, comédie en trois actes (1725)

Œuvres réunies
- Œuvres choisies de Brueys et de Palaprat, préface de Louis Simon Auger (deux volumes, 1712) Texte en ligne 1 2